# ایگور سمشوف
ایگور سمشوف (روسی: Игорь Петрович Семшов؛ زادهٔ ۶ آوریل ۱۹۷۸) یک بازیکن فوتبالاهل روسیه است.
از باشگاه‌هایی که در آن بازی کرده‌است می‌توان به زنیت سن پترزبورگ، زسکا مسکو، و دینامو مسکو اشاره کرد.
وی برای تیم ملی روسیه ۵۷ بازی انجام داده و ۳ گل به ثمر رسانده‌است. پست تخصصی این بازیکن نیز، هافبک است.